# Cornerstone Capital Resources Inc.
Cornerstone Capital Resources (à ne pas confondre avec Cornerstone Capital Group qui et un groupe d'investisseur basé à New York et visant à financer des projets inclusifs et de développement durable), est une compagnie de prospection et d'exploitation minière  ("junior") basée à Ottawa, en Ontario au Canada, créée en 1997. 

Elle dispose (en 2020) de nombreuses concessions au Canada (Terre-Neuve-et-Labrador) (dont concernant le nickel), mais aussi d'un portefeuille de quelques projets de mines d'or, d'argent et de cuivre en Équateur et au Chili, sur des zones sismiquement hydrologiquement (sources de 4 bassins versants) et écologiquement sensibles (Selon le Rainforest Rescue, et selon le Rainforest Information Center). Elle avec l'ENAMI EP cherche à exploiter des gisements d'or, de cuivre ou d'autres métaux y compris dans des concessions cédées par le gouvernement dans des forêts protégées extrêmement riches en biodiversité et en espèces endémiques, dont dans l'une des forêts protégées les plus riches du monde en biodiversité (Los Cedros).

## Au Chili
Minera Cornerstone Chile Limitada (MCCL), chargée de développer en partenariat avec Newcrest International Pty Ltd à la suite d'un accord signé en décembre 2018 le projet Miocène qui explore dans les régions d'Atacama et d'Antofagasta au nord du pays des gisements de minéralisation épithermales (potentiellement apte à fournir des ressources en or-argent et en porphyre d'or-cuivre).

## En Equateur
Depuis 2005, Cornerstone y développe 5 projets de mines d'or, encore au stade exploratoire visant (comme au Chili) des gisements épithermaux d'or-argent et de porphyre cuivre-or.
Cornerstone a une participation minoritaire (21,4%) dans un projet de mines d'or et de cuivre de Cascabel au nord du pays,dans une zone estimée potentiellement productrice de cuivre et d'or,, comprenant une participation indirecte via 7,6% des actions du partenaire de coentreprise et opérateur de projets miniers australien SolGold Plc.
En 2012 (24 juillet), Cornerstone a signé un accord d'option avec SolGold  pour explorer  the Cascabel property.
En 2015 (14 avril), Cornerstone a annoncé son intention de créer une coentreprise pour prospecter et explorer conjointement des gisements miniers en Équateur). 
En 2016 (14 juin), la coentreprise ENAMI EP-CESA est créée. Le CESA est la filiale équatorienne de Cornerstone, créée dans le cadre d'un"accord» avec la société minière d'État équatorienne Empresa Nacional Minera Empresa Pública («ENAMI EP»)
En 2017 (6 mars), Cornerstone fait savoir que son partenaire ENAMI EP (société minière d'État de l'Équateur) a obtenu du ministère des mines 9 concessions minières (40000 hectares au total, dans la province d'Imbabura et la Province de Carchi, près des concessions de Cascabel et de Llurimagua, pour une exploration par la CESA.
En 2020 (27 février), Cornerstone a annoncé les premiers résultats d'analyse géochimiques de ses deux concessions (Espejo et Rio Magdalena ; explorées conjointement avec l'ENAMI EP) et le 7 avril, Cornerstone et SolGold ont mis à jour leur estimation du gisement Alpala, récemment découvert à 48 km au N-W d'Ibarra (à la suite d'une anomalie magnétique remarquée par l'entreprise Santa Barbara Copper and Gold S.A. en 2008, puis confirmées (anomalie géochimique généralisée) et exploré par 7 forages en 2013 par Cornerstone) ; il est positionné le long de la faille Chimbo-Toachi située dans le terrane Dagua-Piñon, un plateau océanique accroché à la marge convergente sud-américaine au Crétacé supérieur ; il est encaissé par des diorites de quartz s'enfonçant dans des brèches volcaniques andésitiques de l'Oligocène. Le plutonisme calco-alcalin du miocène est propice aux gisements porphyriques de Cu, Cu-Mo et Cu-Au dans cette région longeant un secteur de l'arc du Miocène qui a récemment été sous-plaqué par la chaîne de monts sous-marins de Carnegie Ridge qui a provoqué un écaillement de la plaque subductée de Nazca sous le nord de l'Équateur. en précisant les données de 2014  ; Les anomalies magnétiques ont révélé un complexe de 1100 m sur 500 m dont la surface supérieure est située à environ 800 m de profondeur, s'enfonçant jusqu'à 1800 m . Le forage a révélé que la signature magnétique était due à une magnétite primaire présente dans les intrusions et à des disséminats et veines riches en magnétite hydrothermale associées à de la chalcopyrite et moindrement à de la bornite. 
Cornerstone a aussi acheté (en propriété exclusive) dans une région traditionnellement minière (or, argent, cuivre, molybdène) du sud de l'Équateur, deux concession d'exploration dites Projet Bella Maria et Projet Vetas Grandes, et une autre concession Projet Caña Brava de mine d'or/cuivre, dans la Province de Loja, dans le centre-sud du pays (soumis à un accord avec Newcrest International Pty Ltd.).
Cornerstone a fondé une coentreprise avec Sunstone Metals Inc. sur la concession Bramaderos dans la Province de Loja (centre-sud du pays).

## Gouvernance

### Conseil d'administration
Fin 2020 il est composé de : 
- Greg Chamandy est le PDG de Cornerstone Capital Resources. Il a avant cela cofondé Gildan Activewear dont il a été PDG, et est aussi ancien président et copropriétaire de Europe's Best frozen foods et l'ancien président exécutif de Richmont Mines Inc.[21].

- H. Brooke Macdonald (président Administrateur de Cornerstone). D'abord associé durant 4 ans chez Baker & McKenzie au Venezuela, ce juriste (diplômé en droit de la Queen's University en Ontario) a été conseiller juridique de Placer Dome pour l'exploration minière internationale puis directeur national pour la filière du Venezuela. Ensuite nommé  vice-président (2004-2008) des affaires juridiques de Skye Resources Inc. (jusqu'à son acquisition par HudBay Minerals Inc.), il a en 2020 acquis environ 30 ans d'expérience du secteur minier, en se spécialisant dans les aspects juridiques de l'exploration et du développement minier en Amérique latine ; et a été admis à pratiquer en Colombie-Britannique en 1984 et à New York en 2002[21].

- David Loveys, Directeur financier. Il a travaillé pour le groupe NewTel puis pour plusieurs sociétés canadiennes, et à la direction financière de CHC Helicopter Corporation. Il a été directeur financier d'Aurion Resources Limited, et consultant pour d'autres organisations. Fin 2020, il était aussi administrateur dans les conseils d'administration de WorkplaceNL,, Aurion Resources, Atlantic Light Theatre et Newfoundland and Labrador Housing Corporation (NLHC, organisme d'Etat chargé d'améliorer les conditions de logement des ménages à revenu faible à moyen de Terre-Neuve-et-Labrador[22]. Il est comptable agréé diplômé à l'Université Memorial de Terre-Neuve en 1981 puis a suivi le cours de l'Association canadienne des courtiers en valeurs mobilières du Canada (en 1987)[21].

- Colin McKenzie, géologue formé à l'Université Dalhousie, ayant commencé sa carrière sur les questions d'exploration minière chez Rio Algom puis chez BP Mining (en découvrant le gisement aurifère Hope Brook), avant d'être nommé vice-président chargé de l'exploration pour Voisey's Bay Nickel (1996-2000, responsable de la gestion de l'exploration et de l'évaluation des ressources des gisements de Voisey's Bay). Il a ensuite été directeur de l'exploration pour l'Amérique latine chez Inco, puis vice-président chargé de l'exploration pour Skye Resources (2004 à 2008 où il a développé des mines de latérite et nickel au Guatemala) avant d'être responsable des questions d'exploration (ancien responsable de la direction Exploration de 2008 à 2010). En 2020, il est consultant pour l'industrie des minéraux, mais aussi administrateur de Cornerstone depuis 2006 avec alors plus de 30 ans passé dans divers projets d'exploration dans divers pays pays[21].

- W. John Clarke, cofondateur en 1997, de Cornerstone, et administrateur de Cornerstone Capital Resources. Cet avocat (membre du Barreau de Terre-Neuve à partir de 1979) a fait des études de commerce à l'Université Memorial de Terre-Neuve et obtenu un doctorat en droit à l'Université de la Saskatchewan. Il s'est formé aux règlements extrajudiciaires des différends via la médiation notamment[21].

- Mme Evans est chargée de la comptabilité (stratégie financière et opérationnelle), en tant que partenaire de Knightsbridge Robertson Surrette Human Capital Solutions, après avoir été directrice chez FPI Limited (société de produits de la mer), à la Research and Development Corporation (RDC) et chez KPMG)[21].

## Financements, actionnaires
En 2020, selon son site internet, l'entreprise mixte un autofinancement d'exploration et un financement issu de coentreprises et de partenariats stratégiques. 

## Cotation
Elle est localement cotée à la Bourse de l'Alberta (à partir de 1997), puis à la Bourse TSXV (TSX Venture Exchange) à partir de 1999.

## Critiques, polémiques
Bien que Cornerstone affiche une volonté de minimiser ses impacts sur l'environnement, il lui est reproché de poursuivre l'un de ses grands en équateur, qui s'étend sur la Réserve biologique Los Cedros aussi dite Forêt de protection de Los Cedros (l'une des 18 forêts de protection de l’Équateur), l'une des forêts les plus riches de monde en biodiversité (il s'agit d'une forêt de nuages où les scientifiques parlent de mégabiodiversité), qui est aussi un hot-spot d'importance internationale pour des oiseaux migrateurs migrateurs nord-est sud-américains. 
En 2020, à la suite d'une plainte de la municipalité de Cotacachi et des gestionnaires de la réserve, le tribunal de la province d'Imbabura a imposé au ministère équatorien de l'environnement de retirer un permis environnemental d'exploitation aurifère illégalement accordé selon les plaignants à la coentreprise d'exploitation minière Cornerstone Capital Resources Inc alliée à la société minière d'État équatorienne ENAMI. Le tribunal a aussi demandé aux sociétés minières de s’excuser publiquement auprès des habitants de ne pas avoir mise en place la consultation environnementale exigée par la Constitution, alors même que le ministère de l'environnement du pays lui-même a classé Los Cedros dans ses « domaines prioritaires pour la conservation de la biodiversité en Equateur » et que l'on sait que les phases d'exploration et plus encore d'exploitation de l'exploitation minière dégradent la biodiversité (fragmentation forestière par les accès routiers, effets de la déforestation, contamination des nappes ou cours d'eau par les métaux lourds, colmatage par le sédiments pollués, déchets miniers, etc.). 
En 2017 le Rainforest Information Center basé en Australie avait évoqué un scandale national plus vaste, dénonçant le fait que sur deux bandes traversant tout le pays du nord au sud (partant des forêts humides d'altitude du nord jusqu'aux territoires indigènes des sources amazoniennes, le gouvernement équatorien aurait, en secret, accordé à des sociétés sociétés minières (de Chine, d'Australie, du Canada et du Chili) près de 2 millions d'hectares supplémentaire de concessions minières (+300 % de surface concédée environ, en 2 ans) ; territoires également situés sur environ 750.000 hectares d'aires naturelles protégées et environ un million d'hectares de réserves indigènes ou terres abritant des populations autochtones amérindiennes,.
Ce faisant le gouvernement de Lenín Moreno (qui a fait du développement minier une priorité) aurait violé plusieurs articles de la Constitution qui impose une consultation publique libre, préalable et éclairée avec les communautés touchées par les impacts d'éventuelles mines  et dont le Titre II stipule au Chapitre 7 que « la nature (...) a droit au respect intégral de son existence et au maintien et à la régénération de ses cycles de vie, de sa structure, de ses fonctions et de ses processus évolutifs ». 
Le gouvernement, favorable aux sociétés minières, a ensuite, avec ENAMI EP fait appel de la décision prise par la cour constitutionnelle de son pays, pendant que malgré la décision de la Cour, Cornerstone étendait sa campagne d'exploration dans la zone protégée, « en violation directe de l'ordonnance du tribunal et sans les permis appropriés ».
Mi mai-2020 les juges de la Cour constitutionnelle sont saisis du dossier, alors que diverses ONG font valoir le rôle de Los Cedros pour la biodiversité, avec par exemple la présence des dernières populations d'une sous-espèce de Singe-araignée, le Singe-araignée à tête brune (Ateles fusciceps) et de l'ours à lunettes (Tremarctos ornatus) en danger d'extinction. La Cour a organisé environ 10 h d'audience publique où 17 scientifiques équatoriens et internationaux ont été invités, ainsi que des avocats, des défenseurs des droits de l'homme et de la nature, et des représentants et de plusieurs sociétés minières. La décision finale de la cour, annoncée pour la fin 2020, pourrait faire jurisprudence au niveau national voire international, car c'est la première fois qu'elle fait appel aux  droits de la nature, constitutionnels de l'Équateur, pays qui reconnait légalement plus de 2,4 millions d’hectares (6 millions d’acres) de forêts protégées sur le sujet des droits de la nature, Alors que le gouvernement en place veut au contraire encourager une politique extractiviste, d'exploitation minière des métaux à grande échelle, disant vouloir faire de l’Équateur un « pays minier ».
En septembre 2020, Anthony Amis, dans Green Left Weekly déplore que les sociétés minières internationales ait reçu « un feu vert pour exploiter les réserves de cuivre et d'or du pays ». 
Selon Jonathon Porritt : « L’Équateur a été la première nation à inclure les droits de la nature dans sa constitution. Elle pourrait maintenant devenir la première nation à protéger de larges pans de la biodiversité, sur la base de cette innovation constitutionnelle. Cela créerait un précédent inestimable dans le monde entier »